# Parigi-Bruxelles 1947
La Parigi-Bruxelles 1947, trentatreesima edizione della corsa, si svolse il 13 aprile 1947 su un percorso di 325 km, con partenza da Parigi e arrivo a Bruxelles. Fu vinta dal belga Ernest Sterckx davanti al suo connazionale Maurice Desimpelaere e al francese Alphonse De Vreese.

## Ordine d'arrivo (Top 10)
| Pos. | Corridore            | Squadra | Tempo    |
| ---- | -------------------- | ------- | -------- |
| 1    | Ernest Sterckx       |         | 9h40'02" |
| 2    | Maurice Desimpelaere |         | s.t.     |
| 3    | Alphonse De Vreese   |         | s.t.     |
| 4    | Rene Janssens        |         | s.t.     |
| 5    | Fermo Camellini      |         | s.t.     |
| 6    | Briek Schotte        |         | a 18"    |
| 7    | Andre Pieters        |         | a 20"    |
| 8    | Lucien Vlaemynck     |         | a 21"    |
| 9    | Roger Gyselinck      |         | s.t.     |
| 10   | Norbert Callens      |         | a 35"    |